# الحزب الشيوعي السوفيتي

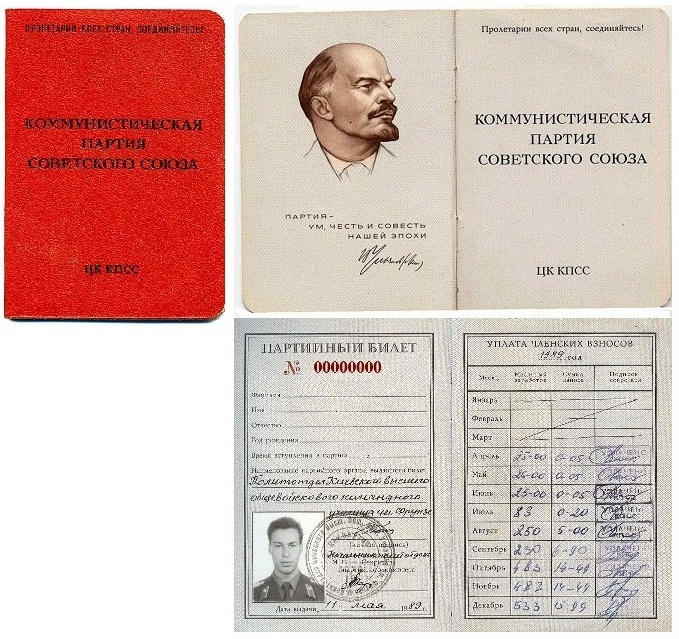
الطرف التذاكر

كان الحزب الشيوعي السوفيتي الحزب السياسي المؤسس والحاكم في الاتحاد السوفيتي. وكان الحزب الحاكم الوحيد في الدولة حتى عام 1990، عندما عدل مجلس النواب المادة 6 من أحدث دستور سوفيتي لعام 1977، والذي أدى إلى احتكار النظام السياسي من قبل الحزب.
تأسس الحزب في عام 1912 من قبل البلاشفة، وهو زمرة أغلبية منفصلة عن حزب العمل الاشتراكي الديمقراطي الروسي، بقيادة فلاديمير لينين، الذي استولى على السلطة في ثورة أكتوبر عام 1917. بعد 74 عامًا، انحلّ الحزب في 29 أغسطس 1991 على الأراضي السوفيتية، بعد وقت قصير من الانقلاب الفاشل من قبل قادة الحزب الشيوعي المتشدد ضد الرئيس السوفيتي والأمين العام للحزب ميخائيل غورباتشوف. حُظر بشكل كامل بعد ثلاثة أشهر في 6 نوفمبر 1991 على الأراضي الروسية.
كان الحزب شيوعيًا، ونُظّم على أساس المركزية الديمقراطية. صاغ لينين هذا المبدأ الذي ينطوي على مناقشة ديموقراطية ومفتوحة للقضايا السياسة داخل الحزب يليه شرط الوحدة الكاملة في التمسك بالسياسات المتفق عليها. أعلى هيئة داخل الحزب الشيوعي السوفييتي كانت كونغرس الحزب، الذي يعقد كل خمس سنوات. عندما لا يكون الكونغرس منعقدًا تكون اللجنة المركزية هي الهيئة الأعلى. ولأن اللجنة المركزية تجتمع مرتين في السنة، فإن معظم الواجبات والمسؤوليات اليومية تكون على عاتق المكتب السياسي (سابقًا هيئة الرئاسة) والأمانة العامة وأورجبورو (حتى عام 1952). كان زعيم الحزب هو رئيس الحكومة ويشغل منصب إما الأمين العام أو رئيس الوزراء أو رئيس الدولة أو اثنان من المناصب الثلاثة في نفس الوقت، ولكن ليس الثلاثة في نفس الوقت. كان زعيم الحزب الرئيس الفعلي للحزب الشيوعي السياسي والمدير التنفيذي للاتحاد السوفيتي. لم يُحلّ التوتر بين الحزب والدولة (مجلس وزراء الاتحاد السوفيتي) بالنسبة لموضوع التحول المحوري للسلطة بشكل رسمي، ولكن كان الحزب يسيطر عليها على أرض الواقع وكان هناك زعيم بارز دائمًا (أولًا لينين وبعد ذلك الأمين العام).
بعد تأسيس الاتحاد السوفيتي في عام 1922، أدخل لينين اقتصادًا مختلطًا، يشار إليه عادة باسم السياسة الاقتصادية الجديدة، والتي سمحت للممارسات الرأسمالية بالاستئناف لكن بتحكم الحزب الشيوعي من أجل تطوير الظروف اللازمة لتصبح الاشتراكية السعي العملي في البلد النامي اقتصاديًا. في عام 1929، عندما أصبح جوزيف ستالين زعيم الحزب، أصبحت الماركسية اللينينية، التي هي مزيج من الأفكار الأصلية للفيلسوف الألماني والمنظر الاقتصادي كارل ماركس، وللينين أيديولوجية رسمية توجيهية للحزب وبقيت كذلك طول فترة وجود الحزب. تابع الحزب اشتراكية الدولة، والتي بموجبها تأممت جميع الصناعات وطُبّق الإشراف على الاقتصاد. بعد التعافي من الحرب العالمية الثانية، نُفّذت الإصلاحات (اجتثاث الستالينية) التي بدأت بتخطيط اقتصادي غير مركزي وحررت المجتمع السوفيتي بشكل عام في ظل نيكيتا خروتشوف. بحلول عام 1980، أدت عوامل مختلفة، بما في ذلك الحرب الباردة المستمرة، وسباق التسلح النووي المستمر مع الولايات المتحدة وقوى أوروبا الغربية الأخرى وعدم الكفاءة التي لم تُعالَج اقتصاديًا، إلى ركود النمو الاقتصادي في ظل اليكسي كوسيجين،  وليونيد بريجنيف، وتزايدت خيبة الأمل. بعد تولي ميخائيل غورباتشوف الأصغر والأكثر قوة (مواليد عام 1931)، القيادة في عام 1985، (بعد اثنين من القادة المسنين على المدى القصير اللذين توفيا بسرعة)، اتُّخذت خطوات سريعة لتحويل النظام الاقتصادي السوفيتي المترنح في اتجاه السوق مرة أخرى. تصور غورباتشوف وحلفاؤه إدخال اقتصاد مماثل لسياسة لينين الاقتصادية الجديدة السابقة من خلال برنامج «البيريسترويكا» أو إعادة الهيكلة، لكن أدت إصلاحاتهم، إلى جانب مؤسسة انتخابات حرة متعددة المرشحين إلى انخفاض في قوة الحزب، وبعد حل الاتحاد السوفيتي، حُظر الحزب من قبل رئيس جمهورية روسيا الاتحادية الاشتراكية السوفيتية الأخير بوريس يلتسين والرئيس الأول التالي  لاقتصاد متطور وديموقراطي ويملك سوقًا حرة للاتحاد الروسي الخلف.

## التاريخ

### السنوات الأولى (1898-1924)
يعود أصل الحزب الشيوعي السوفيتي إلى الفصيل البلشفي لحزب العمل الديمقراطي الاشتراكي الروسي (أر إس دي إل بّي). نشأ هذا الفصيل من الانقسام بين أتباع يوليوس مارتوف وفلاديمير لينين في أغسطس عام 1903 في المؤتمر الثاني للحزب. وأطلق على أتباع مارتوف اسم المناشفة (وهو ما يعني الأقلية باللغة الروسية)؛ وأتباع لينين البلاشفة (الأغلبية). (كان الفصيلان في الواقع متساويين من حيث العدد). وأصبح الانقسام أكثر رسمية في عام 1914، عندما سُمي الفصيلان حزب العمل الديمقراطي الاشتراكي الروسي (البلاشفة)، وحزب العمل الديمقراطي الاشتراكي الروسي (المناشفة). قبل ثورة فبراير، المرحلة الأولى من الثورات الروسية عام 1917، عمل الحزب بشكل سري كمجموعات منظمة مناهضة للقيصر. وبحلول وقت الثورة، كان العديد من قادة الحزب المركزيين، بمن فيهم لينين، في المنفى.
مع حكم الإمبراطور نيكولاي الثاني (1868-1918، 1894-1917)، الذي خُلع في فبراير عام 1917، تأسست جمهورية أدارتها حكومة مؤقتة، وكانت تهيمن عليها إلى حد كبير مصالح الجيش والنبلاء السابقين وأصحاب الأعمال الرأسماليين الرئيسيين والاشتراكيين الديمقراطيين. إلى جانب ذلك، تشكلت المجالس العامة الشعبية بشكل عفوي، وسميت بالسوفييت، وكان هيكل السلطة المزدوجة بين السوفييت والحكومة المؤقتة قائمًا إلى أن تسوى خلافاتهما في حكومة ما بعد المؤقتة. كان لينين في ذلك الوقت في المنفى في سويسرا حيث تمكن مع منشقين آخرين في المنفى من ترتيب ممر آمن مع الحكومة الإمبراطورية الألمانية عبر ألمانيا في قطار مغلق يعود إلى روسيا عبر القارة وسط الحرب العالمية الدائرة. وفي أبريل، وصل لينين إلى بيتروغراد (التي أصبحت فيما بعد سانت بطرسبرغ) وأدان الحكومة المؤقتة، داعيًا إلى تقدم الثورة نحو تحويل الحرب الجارية إلى حرب الطبقة العاملة ضد الرأسمالية. وثبت أن التمرد لم ينته بعد، إذ تحول الوضع بين القوى الاجتماعية المتحالفة مع المجالس السوفيتية وتلك التابعة للحكومة المؤقتة بقيادة ألكسندر كيرينسكي (1881-1970، كان في السلطة عام 1917) إلى توترات متفجرة خلال ذلك الصيف.
زاد البلاشفة من حضورهم السياسي بسرعة منذ مايو من خلال شعبية برنامجهم، ولا سيما الدعوة إلى إنهاء فوري للحرب، وإصلاح الأراضي للفلاحين، واستعادة تخصيص الغذاء لسكان المدن. وترجم هذا البرنامج للجماهير عبر شعارات بسيطة أوضحت بصبر حلهم لكل أزمة أحدثتها الثورة. وحتى شهر يوليو، نشرت هذه السياسات من خلال 41 مطبوعة، وكانت برافدا هي الصحيفة الرئيسية، وبلغ عدد قراءها 320.000. وانخفض هذا العدد إلى النصف تقريبًا بعد قمع البلاشفة في أعقاب مظاهرات أيام يوليو، وحتى نهاية أغسطس، كان عدد النسخ المطبوعة للجريدة الرئيسية للبلاشفة يبلغ 50000 نسخة فقط. على الرغم من ذلك، اكتسبت أفكارهم شعبية متزايدة في انتخابات السوفييت.
أصبحت الفصائل داخل السوفييت أكثر استقطابًا في أواخر الصيف بعد مظاهرات مسلحة قام بها الجنود بناءً على دعوة البلاشفة ومحاولة الانقلاب العسكري بقيادة الجنرال لافار كورنيلوف لإزالة الاشتراكيين من الحكومة المؤقتة. ومع تحرك الإجماع العام داخل السوفييت إلى اليسار، بدأت القوات الأقل تشددًا بالتخلي عنها، تاركة البلاشفة في وضع أقوى. وبحلول أكتوبر، كان البلاشفة يطالبون بنقل كامل للسلطة إلى السوفييت مع رفض كامل لشرعية الحكومة المؤقتة بقيادة كيرينسكي. كانت الحكومة المؤقتة مصرة على الحفاظ على المجهود الحربي المدان عالميًا على الجبهة الشرقية بسبب العلاقات التعاهدية مع الحلفاء والمخاوف من انتصار الإمبراطورية الألمانية، فأصبحت معزولة اجتماعيًا ولم يكن لها أي دعم في الشوارع. في 7 نوفمبر قاد البلاشفة تمردًا مسلحًا أطاح بحكومة كيرينسكي المؤقتة وترك السوفييت القوة الحاكمة الوحيدة في روسيا.
في أعقاب ثورة أكتوبر، اتحد السوفييت فيدراليًا وتأسست جمهورية روسيا الاتحادية الاشتراكية السوفيتية، وهي أول دولة اشتراكية دستورية في العالم. كان البلاشفة يشكلون الأغلبية داخل السوفييت وبدأوا بالوفاء بوعودهم الانتخابية بالتوقيع على سلام مؤذٍ لإنهاء الحرب مع الألمان في معاهدة برست ليتوفسك ونقل الأملاك والأراضي الإمبراطورية إلى سوفييت العمال والفلاحين. وفي هذا السياق، في عام 1918، أصبح حزب العمل الديمقراطي الاشتراكي الروسي (ب) هو الحزب الشيوعي لعموم روسيا (البلاشفة). وخارج روسيا، بدأ الاشتراكيون الديمقراطيون الذين دعموا الحكومة السوفيتية بالتعرف على الشيوعيين، بينما احتفظ أولئك الذين عارضوها بصفة الديمقراطية الاجتماعية.
في عام 1921، مع اقتراب الحرب الأهلية من نهايتها، اقترح لينين السياسة الاقتصادية الجديدة، وهي نظام رأسمالية الدولة الذي بدأ عملية التصنيع والتعافي بعد الحرب. أنهت السياسة الاقتصادية الجديدة فترة وجيزة من التقنين المكثف سُميت «بشيوعية الحرب»، وبدأت فترة من اقتصاد السوق تحت الأوامر الشيوعية. اعتقد البلاشفة في ذلك الوقت أن روسيا، كونها من بين أكثر البلدان تخلفًا اقتصاديًا وتأخرًا اجتماعيًا في أوروبا، لم تصل بعد إلى الشروط اللازمة للتنمية لكي تصبح الاشتراكية سعيًا عمليًا، وأن هذا يجب أن ينتظر وصول مثل هذه الظروف، كالتي تحققت في ظل التطور الرأسمالي في البلدان الأكثر تقدمًا مثل إنجلترا وألمانيا. وفي 30 ديسمبر عام 1922، انضم الاتحاد السوفيتي الروسي إلى الأراضي السابقة للإمبراطورية الروسية لتشكيل اتحاد الجمهوريات السوفيتية الاشتراكية (يو إس إس أر)، الذي انتخب لينين زعيمًا له. وفي 9 مارس عام 1923، أصيب لينين بجلطة دماغية أعاقته وأنهت فعليًا دوره في الحكومة. وتوفي في 21 يناير عام 1924، بعد ثلاثة عشر شهرًا فقط من تأسيس الاتحاد السوفيتي، وأصبح يعتبر الأب المؤسس له.

### حقبة ستالين (1924–1953)
بعد وفاة لينين، نشأ صراع على السلطة بين جوزيف ستالين، الأمين العام للحزب، وليون تروتسكي، وزير الدفاع، وكان لكل منهما رؤى متناقضة للغاية بشأن الاتجاه المستقبلي للبلاد. سعى تروتسكي إلى تنفيذ سياسة الثورة الدائمة، والتي استندت إلى فكرة أن الاتحاد السوفيتي لن يكون قادرًا على البقاء ضمن طابع اشتراكي عندما يكون محاطًا بحكومات معادية، وبالتالي خلص إلى أنه من الضروري تقديم الدعم الفعال للثورات المماثلة في البلدان الرأسمالية المتقدمة. ومع ذلك، جادل ستالين بأن مثل هذه السياسة الخارجية لن تكون ممكنة مع القدرات التي كان يمتلكها الاتحاد السوفيتي آنذاك، وأنها ستدعو إلى تدمير البلاد من خلال الانخراط في نزاع مسلح. بدلًا من ذلك، قال ستالين إن على الاتحاد السوفيتي، في غضون ذلك، أن يسعى إلى التعايش السلمي ودعوة الاستثمار الأجنبي من أجل تطوير اقتصاد البلاد وبناء الاشتراكية في بلد واحد.
في نهاية المطاف، حصل ستالين على أكبر دعم داخل الحزب، وعُزل تروتسكي، الذي كان يُنظر إليه بشكل متزايد على أنه متعاون مع قوى خارجية في محاولة لإقالة ستالين، ثم طُرد من الحزب ونفي من البلاد في عام 1928. أصبحت سياسات ستالين بعد ذلك تعرف باسم الستالينية. وفي عام 1925، تغير اسم الحزب إلى الحزب الشيوعي لعموم الاتحاد (البلاشفة)، ما يعكس أن الجمهوريات خارج روسيا لم تعد جزءًا من دولة روسية شاملة. وسعى ستالين إلى إضفاء الطابع الرسمي على النظرة الأيديولوجية للحزب عبر مزيج فلسفي من الأفكار الأصلية للينين مع الماركسية الأرثوذكسية فيما سمي بالماركسية اللينينية. وأصبح منصب ستالين كأمين عام أعلى منصب تنفيذي داخل الحزب، ما أعطى ستالين سلطة كبيرة على سياسة الحزب والدولة.

## نبذة عن الحزب
تأسس الحزب الشيوعي السوفييتي عام 1902 ولكن هذا التأسيس لم يكن علنياً لكن عام 1912 أعلن عن تأسيسه باسم الحزب البلشفي بزعامة فلاديمير لينين وبعد الثورة البلشفية عام 1917 أصبح اسمه الحزب الشيوعي الروسي وبعد قيام الاتحاد السوفيتي عام 1922 تم تغيير اسمه ليصبح اسمه الحزب الشيوعي السوفيتي بزعامة فلاديمير لينين وفي عام 1991 أعلن انهيار الاتحاد السوفيتي فانحل الحزب الشيوعي السوفييتي ليحل محله الحزب الشيوعي الروسي والذي تم تأسيسه في عام 1993.

## التأسيس
تأسس هذا الحزب فعليًا عام 1903 م بعد انقسام حزب العمل الاشتراكي الديمقراطي الروسي إلى أكثرية بلشفية وأقلية أطلق عليها المينشفيك لكنه لم يظهر كحزب مستقل ورسمي إلا في عام 1912 بعد انفصال البلاشفة عن الحزب الأم على يد فلاديمير لينين.

## عصر القوة
تمكن الحزب من السيطرة على مقاليد الحكم في روسيا عقب نجاح الثورة الروسية عام 1917 التي قادها فلاديمير لينين والتي أعلن لينين في إثرها قيام الاتحاد السوفييتي على التراب الروسي عام 1917 نشبت إثرها الحرب الأهلية الروسية 1918-1921 وبعد انقضاء الحرب الأهلية استطاع الحزب الحصول على الاعتراف الدولي لدولته الفتية التي قضت على نظام القياصرة في روسيا وتوحيد الجمهوريات السوفيتية والسوفيت

## عصر الضعف
انحل الحزب بعيد انهيار وحدة الاتحاد السوفيتي وتجزئه إلى عدة دول عام 1991 وليس للحزب في وقتنا الراهن أي شكل من أشكال الوجود بيد أن عدد من رجالاته انضووا تحت لواء الحزب الشيوعي الروسي.

## رؤساء الحزب
رؤساء الحزب البلشفي (1903–1918)، الحزب الشيوعي الروسي (1918–1925) الذي أصبح الحزب الشيوعي السوفييتي (1925–1991)
- 1903–1924: فلاديمير إلييتش إليانوف (لقب: لينين)
- 1922–1953: جوزيف فيساريونوفيتش دجوغاشفيلي (ستالين) (السكرتير العام)
- 1953–1964: نيكيتا سيرغيفيتش خروشوف (سكرتير أول)
- 1964–1982: ليونيد الييتش بريجنيف (السكرتير العام منذ 1966)
- 1982–1984: يوري أندروبوف (السكرتير العام)
- 1984–1985: قسطنطين تشيرنينكو
- 1985–1991: ميخائيل سيرغييفيتش جورباتشوف